# Sho Hanai
Sho Hanai (花井 聖 Hanai Sho?), född 10 november 1989 i Aichi prefektur, är en japansk fotbollsspelare.
Hanai började sin karriär 2008 i Nagoya Grampus. Efter Nagoya Grampus spelade han för Tokushima Vortis, V-Varen Nagasaki, Giravanz Kitakyushu och Kataller Toyama.